# Neuroscelio stirlingensis
Neuroscelio stirlingensis (лат.) — вид наездников рода Neuroscelio из семейства Neuroscelionidae (ранее в Scelionidae, по другим классификациям). Австралия.

## Описание
Мелкие наездники, длина около 3 мм. От близких видов отличается следующими признаками: тергит T2 с наиболее длинными килями медиально и более короткими по бокам; боковые края тергита гладкие; мезоскутум и мезоскутеллюм в основном гладкие, кроме нескольких малозаметных пунктур. Темя, мезоскутум и мезоскутеллюм пунктированные. Первые два тергита T1 и T2 крупные, а другие (T3-T6) узкие. Глаза опушенные. Усики 12-члениковые. Брюшко короткое и широкое. Предположительно, как и близкие группы, паразитоиды яиц насекомых.